# Мирза Џомба
Мирза Џомба (Ријека, 28. фебруар 1977) је бивши хрватски рукометаш. Са репрезентацијом Хрватске је освојио златну медаљу на Олимпијским играма 2004. у Атини и Светско првенство у рукомету 2003. у Португалу.